# Octonoba grandiconcava
Octonoba grandiconcava là một loài nhện trong họ Uloboridae.
Loài này thuộc chi Octonoba. Octonoba grandiconcava được Hajime Yoshida miêu tả năm 1981.